# 卡尔·布劳恩
卡尔·費迪南德·布劳恩（德語：Karl Ferdinand Braun，1850年6月6日—1918年4月20日），德国物理学家，诺贝尔物理学奖获得者，阴极射线管的发明者。

## 生平

### 早年经历
1850年6月6日，布劳恩出生在富爾達，父亲是个公务员。1868年开始在德国马尔堡大学学习数学和自然科学，1869年转去柏林大学研究天线，1872年获得物理学博士学位。
1873年，他通过国家中学教师考试，在莱比锡的一家中学教数学和自然科学，在那里他同时进行对振荡电流的科学研究。1874年，他发现某些金属硫化物具有使电流单方向通过的特性，并利用半导体的这个特性制成了无线通信技术中不可或缺的检波器，开创了人类研究半导体的先例。
布劳恩先后在马尔堡大学（1876年）、斯特拉斯堡大学（1880年）和卡尔斯鲁厄大学（1883年）任物理学副教授和教授，1887年又应蒂宾根大学的邀请负责建立物理学研究所，1895年他回到斯特拉斯堡大学任物理研究所主任和教授，把主要精力用于进行电学研究。

### 发明阴极射线管（布劳恩管）

阴极射线管示意图：
1. 极板网栅；2. 阳极；3. 偏转线圈；4. 加热器；
5. 阴极；6. 电子束；7. 聚集线圈；8. 荧光屏

布劳恩制造了第一个阴极射线管（缩写CRT，俗称显像管）示波器。现在CRT被广泛应用在电视机和计算机的显示器上，在德语国家，CRT仍被称为“布劳恩管”。
19世纪后半叶，电学发展到了鼎盛时期。1858年，德国物理学家尤利烏斯·普呂克观察到一种阴极荧光现象，1876年，德国物理学家哥尔茨坦确认这一种阴极射线。在追踪阴极射线的过程中，1895年，德国物理学家伦琴意外地发现了X光。1897年，英国物理学家汤姆孙，对阴极射线进行了精确的实验研究，并将其命名为“电子”。就是在这个背景下，19世纪90年代，当布劳恩得知人们正在研究阴极射线时，立即投身于这一新领域。
第一个阴极射线管诞生在1897年的德国卡尔斯鲁厄。布劳恩在抽成真空的管子一端装上电极（右图中5），从阴极发射出来的电子在穿过通电电极时，因为受到静电力影响聚成一束狭窄的射线，即电子束，称为阴极射线（右图中6），管子侧壁分别摆放一对水平的和一对垂直的金属平行板电极（右图中3），水平的电极使得电子束上下垂直偏转运动，垂直的电极使得电子束左右水平偏转运动。管子的另一端均匀地涂上一层硫化锌或其他矿物质细粉，做成荧光屏（右图中8），电子束打在上面可以产生黄绿色的明亮光斑。随着侧壁上摆放的平行板电极电压的变化，电子束的偏转也随之变化，从而在荧光屏上形成不同的亮点，称为“扫描”。荧光屏上光斑的变化，呈现了控制电子束偏转的平行板电极电压的变化，也就是所研究电波的波动图象，这是示波器的雏形和基础，它使得对电波的直观观察成为可能。
布劳恩最初设计的阴极射线管还不十分完美，它只有一个冷阴极，管子也不是完全真空，而且要求十万伏特的高压来加速电子束，才能在荧光屏上够辨认出受偏转影响后的运动轨迹，此外，电磁偏转也只有一个方向。但是工业界很快对布劳恩的这个发明产生了兴趣，这使得阴极射线管得到了很好的继续发展。1889年，布劳恩的助手泽纳克（Zenneck）为阴极射线管增加了另一个方向的电磁偏转，此后又相继发明了热阴极和高真空。这使得阴极射线管不仅可以用在示波器上，1930年起成为了显示器的重要部件，为后来电视、雷达和电子显微镜的发明奠定了重要基础，如今仍被广泛应用于计算机、电视机和示波器等的显像器上。

### 改进无线电通讯
在发明阴极射线管的同时，布劳恩还开始了他在无线电报方面的研究。

### 无线电接收机
当时的电报技术存在一个致命的问题，就是缺少可靠的电报接收机。布劳恩是物理学家出身，有着严谨的实验作风，他所做的实验条件都是可重复再现的。他改用晶体探测器，使接收机的敏感度提高了很多。直到发明了电子管，布劳恩的晶体探测器才被淘汰了，即便如此，晶体探测器仍在简易接收机中使用了很长一段时间。最初的超高频雷达设备也使用了晶体探测器。

### 无线电发射机
在发射机方面，布劳恩同样贡献很大，马可尼主要是凭借经验和试探发明了发报机，而布劳恩在马可尼发明的基础上，对发报机进行了物理学背景研究，并对马可尼的发报机做了根本性的改造。比如，他发现了产生高功率低阻尼电波的方法，原本马可尼发报机的振荡线路和天线是合在一起的，这种线路产生的功率很低，布劳恩把两者分开，发明了磁耦合天线，初级线圈由电容器和火花隙构成，耦合上一个感性的天线，电容电路的振荡在辐射天线中产生了极大的电流，这使得整个系统的发射功率大大增加，增大了通信距离，而且无线电接收机和发射机不需要直接与天线相连，减少了受到雷击的危险。如今，磁耦合天线仍应用在收音机、电视机、电台和雷达上。
1899年时候的发射机可以传输20千米，完成了横跨英吉利海峡之间的无线电通讯，真正实现了“远距离电报通信”，是人类第一次用电磁波传送信息，电文是：“你的来电收妥无误，而且很清楚”。这个传输距离每个月都在被打破，1901年马可尼又用布劳恩的发射机成功地从英国科尔努埃尔发出电报，跨越大西洋上空到达加拿大纽芬兰，建立了从英国到北美的通信线路。
布劳恩还发明了定向天线。定向性也是电报技术的一个难点，发射机需要定向发射，接收机也需要定向接收，布劳恩是最先实现定向发报的人之一，他发明的定向天线只在一个指定的方向上发射电波，从而减少了能量的无谓消耗。他还把发射机的频带调得很窄，从而减小了不同发射机之间的干扰。

### 获诺贝尔物理学奖
因为对无线电报的改进，布劳恩同发明无线电报的马可尼分享了1909年的诺贝尔物理学奖。马可尼的发明曾多次借用到布劳恩的专利。

### 逝世
第一次世界大战爆发后，英国控制的马可尼无线电公司企图关闭纽约的无线电发射站，切断美国和德国的通信，并对位于长岛的塞维尔无线电发射站的专利权提出起诉。当时美国尚未加入战争，64岁的布劳恩抱病冲破英国的封锁前往美国，帮助维护德国设在纽约的无线电站，并在纽约出庭为他曾做过的实验作证。其间，美国介入第一次世界大战，布劳恩成为了“敌对国公民”，美国不允许他回到斯特拉斯堡，只能生活在布鲁克林，直到1918年第一次世界大战结束前，布劳恩逝世于家中。

## 脚注
1. 1 2  张开逊: 回望人类发明之路：驾驭电子 （页面存档备份，存于）
2. ↑  哥尔茨坦（E．Goldstein，1850—1930年），德国物理学家
3. ↑  中国科学院高能物理研究所: 诺贝尔物理学奖历史回顾 （页面存档备份，存于）
4. ↑  奇迹文库: 布劳恩 （页面存档备份，存于）